# Марк Минуций Феликс
Марк Минуций Феликс (на латински: Marcus Minucius Felix; † ок. 250 г. в Рим) е латинскоговорещ апологет през късния 2 и началото на 3 век, вероятно през 150 – 270 г. Той е бербер от Нумидия (днес Алжир) и църковен отец.
В своето писание, диалогът „Octavius“ той защитава християнството от нападките на паганите.
Произлиза от род Минуции. Като млад става християнин и идва от Северна Африка в Рим, където работи като успешен юрист.

## Издания
- Jean Beaujeu, Minucius Felix. Octavius. Les Belles Lettres, Paris 1964.
- Bernhard Kytzler, M. Minuci Felicis Octavius. Teubner, 2. Auflage, Stuttgart 1992, ISBN 3-8154-1539-X.